# Плещеевка (Донецкая область)
Плещеевка (укр. Плещіївка) — село на Украине, находится в Константиновском районе Донецкой области.
Население по переписи 2001 года составляет 591 человек. Почтовый индекс — 85150. Телефонный код — 6272.

## Адрес местного совета
85150, Донецкая область, Константиновский район, с.Катериновка, ул.Кирова, 27